# Robert Mann
Robert Mann (ur. 19 lipca 1920 w Portlandzie, zm. 1 stycznia 2018 w Nowym Jorku) – amerykański skrzypek, kompozytor i dyrygent.

## Życiorys
Mając 8 lat rozpoczął naukę gry na skrzypcach. W 1933 został przyjęty do klasy Edouarda Hurlimanna, koncertmistrza Portland Symphony. Uczęszczał do Portland Youth Philharmonic, a od 1938 do Juilliard School, gdzie kształcił się u boku Edouarda Dethiera, Bernarda Wagenaara i Stefana Wolpe. W 1941 wygrał Konkurs Młodych Wykonawców Naumburg, a w nagrodę zadebiutował koncertem w Nowym Jorku.
W 1946 z inicjatywy Williama Schumana założył Juilliard String Quartet, w którym był liderem skrzypków do 1997. Wystąpił z nim ponad 5. tys. razy. W 2012 założył Instytut Kwartetu Smyczkowego Roberta Manna w Manhattan School of Music. 
W 2014 został uhonorowany Medalem Prezydenta Szkoły Juilliard. Kilkukrotny zdobywca Nagrody Grammy. 
Zmarł 1 stycznia 2018.